# Sperchopsis
Sperchopsis (лат.) — род жуков-водолюбов из подсемейства Hydrophilinae.

## Описание
Водолюбы мелкого и среднего размера, широко овальной формы, сильно выпуклые. Длина тела от 6,5 до 8 мм. Усики состоят из 9 антенномеров. Глаза крупные, слабо выступающие. Надкрылья с развитыми скутеллярными бороздками. Род встречается в восточной Неарктике.

## Классификация
Род Sperchopsis был выделен в 1862 году. Sperchopsis можно отличить от близких родов следующими признаками: передний край пронотума глубоко выемчатый, задний край пятого вентрита брюшка округлённый. Раньше вместе с близкими родам Ametor и Hydrocassis выделялся в отдельную трибу Sperchopsini.
- Sperchopsis tessellata (Ziegler, 1844)